# 徐浪
徐浪（1976年11月11日—2008年6月17日），中國浙江武義人，著名拉力賽車手。自2000年开始参加拉力赛，次年加入上海大众333车队，在中國拉力賽中多次有出色表现。
在國際賽事中，徐浪與周勇一起效力中國的鄭州日產帕拉丁車隊，于2005年和2006年两次參加達喀爾拉力賽，帕拉丁車隊所用的是中國生產的日產帕拉丁SUV，是同組中所有成功完賽的賽車中最慢，性能最差的其中一款，但兩人卻憑穩定的發揮和個人的技術，連續兩年脫穎而出，成為民用參賽車中的第一名。
與周勇相比，徐浪的駕駛風格更具爆發性，速度也更高，這也使徐浪在首年參加达喀尔拉力赛時，成績在尾段的時候大跌，但經過這一次的經驗，徐浪的風格變得更會為參賽環境而調節，使帕拉丁車隊在周勇屢預不幸事件的情況下，仍在2006年奪得第十九名，並被外國傳媒形容為最有潛質投身WRC的中國車手。
2008年6月16日参加穿越东方拉力赛时，在俄罗斯奥伦堡州境内遇赛车遇困，组织救援时徐浪被意外断裂的拖钩绳的拖钩砸中面部，且当时未佩戴头盔，因颅骨破裂、脑组织缺损，于當地時間次日凌晨6時左右抢救无效逝世。

## 家庭
徐浪逝世时，其妻子已怀孕四个多月。
2008年10月15日，其妻寸丽珍产下一名遗腹子，取名徐涛。